# Сломленные ангелы
«Сломленные ангелы» (англ. Broken Angels) — научно-фантастический роман Ричарда К. Моргана, изданный в 2003 году. Является сиквелом романа Видоизменённый углерод, имеет продолжение Пробуждённые фурии (2005).

## Сюжет
Примерно через 30 лет после событий в романе Видоизменённый углерод, Такеши Ковач служит в Carrera’s Wedge, военной организации которая противостоит антиправительственной повстанческой группе на планете Sanction IV.

## Отзывы
Издательство Weekly написало, что роман удался, несмотря на шаблонную структуру, назвав его «превосходным, удовлетворительным приключением в стиле киберпанк-нуар».